# Agatha Christie: Murder on the Orient Express
Agatha Christie: Murder on the Orient Express är ett äventyrsspel från 2006 utvecklat av AWE Productions och publicerat av The Adventure Company för Microsoft Windows. Det är den andra delen i The Adventure Companys Agatha Christie-serie. Handlingen utspelar sig fem år före händelserna i Agatha Christie: And Then There Were None, med en i stort sett orelaterad handling. Berättelsen utspelar sig 1934 och följer en amatördetektiv, Antoinette Marceau, och hennes utredning av ett mord med tolv möjliga misstänkta ombord på Orientexpressen, som har blockerats av en lavin i Jugoslavien. Till sin hjälp har hon den berömde detektiven Hercule Poirot.
Murder on the Orient Express behåller huvudhandlingen från Agatha Christies roman från 1934 med samma namn. Ytterligare ett slut presenteras i spelet som skiljer sig från slutet av Christies roman. Precis som med And Then There Were None, är Christies roman sammankopplad med spelet. Vissa recensenter av Murder on the Orient Express kritiserade spelet på grund av den repetitiva karaktären hos de uppgifter som spelaren måste utföra, och klagade också på det ineffektiva och besvärliga inventeringssystemet. Andra har berömt den för förbättrad grafik jämfört med And Then There Were None, samt övertygande röstskådespeleri och ljudeffekter. Murder on the Orient Express följs av Agatha Christie: Evil Under the Sun, den tredje delen i Agatha Christie-serien.
Murder on the Orient Express är det första spelet i Agatha Christie-serien med Hercule Poirot, Christies mest populära och berömda detektiv. David Suchet, vars porträtt av Poirot blev berömd genom den populära TV-serien Agatha Christie's Poirot, anlitades för att göra Poirots röst. Hans framträdande möttes i allmänhet av beröm. Vissa har kritiserat spelet för att inte tillåta spelaren att faktiskt kontrollera Poirot; utvecklarna förklarade detta val genom att säga att äventyrsspelare som gör misstag under spelets gång inte återspeglar Poirots genialitet, utan representeras bättre av amatördetektiven Antoinette Marceau.

## Spelupplägg
Spelaren kan navigera och interagera med spelets miljö, främst vagnar på Orientexpressen, genom att använda en kontextkänslig markör. Markören ändras när den placeras över ett föremål som spelaren kan interagera med, och kan användas för att prata med andra karaktärer, lyssna på andra karaktärers konversationer, se sig omkring i miljön och röra sig. Spelaren kan gå till en plats med ett enda klick och springa till en plats med ett dubbelklick. Genom att dubbelklicka på kanten av skärmen kommer spelaren omedelbart till nästa skärm. Det finns en karta över tåget i spelets gränssnitt högst upp på skärmen, och när varje vagn har låsts upp kan spelaren klicka på vilken del av kartan som helst och omedelbart transporteras till den platsen, vilket gör att spelaren slipper resa genom tåget skärm för skärm. En annan lättillgänglig funktion är ett målmenygränssnitt som anger de allmänna uppgifter som spelaren bör försöka utföra. Den här menyn är utformad för att guida spelare i rätt riktning utan att ge några explicita tips.
Murder on the Orient Express har, precis som sin föregångare, ett inventariesystem. Det finns flera komponenter i inventeringen, inklusive en fingeravtrycksundersökningsskärm, en klippbok och en passskärm för att hantera och se passagerarnas pass. Det finns totalt åttio platser för att bära föremål i inventariet, fördelade på fem separata skärmar. Artiklar kan inte tas bort från lagret när de väl har anskaffats. Spelaren kan komma åt inventariet genom att klicka på en ikon på spelets gränssnitt, eller helt enkelt högerklicka. När föremålen har använts återgår de med ett högerklick till inventeringen och den exakta platsen de ursprungligen placerades i. Varje föremål är märkt, och spelaren kan inspektera varje inventarieföremål mer detaljerat genom att dra det över en förstoringsglasikon, och kan också lyssna efter ett mjukt väsande ljud som indikerar att det finns något relevant för spelaren att notera om ett visst föremål. Till skillnad från andra spel i sin genre tillåter Mordet på Orientexpressen inte spelaren att kombinera föremål i huvudinventarieskärmen. Det finns ett separat gränssnitt för föremålskombinationer, och spelaren måste dra föremål till den här skärmen om de vill försöka kombinera dem.
En stor del av spelupplägget i Murder on the Orient Express går ut på att spelaren ifrågasätter karaktärer och lyssnar på långa perioder av dialog för att få ledtrådar som kan leda till mördaren. Andra uppgifter som spelaren måste utföra är att samla in pass och andra attiraljer som lämnats av passagerarna i ett försök att få ledtrådar som kan leda till att mordet löses, och att hämta vissa föremål för olika karaktärer. Att kombinera föremål i inventariet utgör en stor del av pusslen i spelet. Det finns inga pussel med tidsgränser i spelet, även om vissa pussel kräver korrekt timing. Det finns också flera pussel på en skärm, till exempel ett kassaskåpsknäckande pussel.
Ett unikt inslag i Murder on the Orient Express är Poirot, som fungerar som ett ledtrådssystem under spelets gång. Spelaren kan komma åt Poirot när som helst under spelet och kan få tips som hjälper dem att fortsätta. Spelet har två svårighetsgrader, och spelaren kan bestämma vilken de föredrar att spela på strax efter att mordet inträffat. Poirot utmanar spelaren, vilket gör att de kan välja att antingen ta emot hjälp från honom och låta honom guida spelaren genom spelet, eller alternativt försöka överlista den berömda detektiven genom att lösa mysteriet med obskyra och i vissa fall obefintliga ledtrådar. Om spelaren har problem när de väl har valt den svårare inställningen, kommer Poirot gradvis att bli mer tillmötesgående med information.

## Synopsis

### Miljö och karaktärer
Murder on the Orient Express utspelar sig år 1934. Spelet börjar i Istanbul medan den återstående majoriteten utspelar sig ombord på Orientexpressens vagnar på väg till Paris, när den blockeras av en lavin mitt i Jugoslavien. Spelaren har dock vissa möjligheter att våga sig utanför tåget in i den snöiga yttre miljön.
Spelarkaraktären är Antoinette Marceau, en hängiven juniorkontorist på Compagnie Internationale des Wagons-Lits kontor i Istanbul. På uppmaning av sin arbetsgivare Marcel Bouc ska hon ta hand om Boucs vän Hercule Poirots önskemål, och de två arbetar tillsammans. Hon får också hjälp av Poirots vän Dr. Constantine. Tio av de tretton mordmisstänkta från Christies roman ingår i speladaptionen. Dessa misstänkta är greven och grevinnan Andrenyi, överste Arbuthnot, Mary Debenham, prinsessan Dragomiroff, Greta Ohlsson, Antonio Foscarelli, Cyrus Hardman, Caroline Hubbard, Hector McQueen och flera anställda på Orientexpressen. Offret är Samuel Ratchett. Totalt finns det tjugo karaktärer i spelet.

### Handling
Berättelsen börjar i New Paltz, New York 1924. Polisen har omringat en bondgård och varnar de boende att de kommer att börja skjuter om de inte kommer ut – det gör de inte och skottlossningen börjar. När skottlossningen upphör kommer två okända män ut och överlämnar sig.
Handlingen förflyttas 10 år senare till 1934. Antoinette Marceau börjar sitt äventyr i Sirkeci-terminalen i Istanbul, där hon lär känna Poirot, som hon beundrar, samt de andra karaktärerna som senare följer med henne ombord på Orientexpressen. Strax efter avgår tåget från Istanbul till Paris och gör ett kort stopp i Belgrad, då blockeras passagen av en lavin som stoppar den mellan Vinkovci och Brod. Det plötsliga stoppet får Poirot att ramla ur sin brits och stuka fotleden, vilket gör honom sängliggande. Strax därefter hittas Ratchett mördad, med tolv möjliga misstänkta för mordet, och utredningen inleds. Marceau utmanas av Poirot att hitta lösningen på mordet och göra grovjobbet genom att samla ledtrådar. Marceau delar sin tid mellan att ta hand om tågets uppgifter (som att hjälpa till att fixa värmen i loket), intervjua passagerare om mordet och undersöka tåget och dess omgivningar efter ledtrådar. Hon beger sig till flera andra platser som Poirot inte gör i boken, som loket, bagagevagnen och ett gammalt skjul utanför det insnöade tåget. Dessutom finns en saboterad amatörradio i en av hytterna som, när den repareras, gör det möjligt för Antoinette att kontakta Barnaby Lewes, en ung vän till Poirot, och be honom undersöka passagerarna.
Ratchett visar sig så småningom vara Cassetti, den kriminella hjärnan bakom Daisy Armstrong-kidnappningen. Var och en av passagerarna på tåget samt konduktören är på något sätt kopplade till familjen Armstrong, var och en med ett motiv för mord. Dessutom hade varje person ett alibi som bekräftades av andra passagerare.
När Marceau tror att hon har löst mordet samlar Poirot passagerarna och ställer en rad frågor till Marceau om ledtrådarna som hittats. Tre möjliga lösningar på Ratchetts död framträder. I den första föreslår Poirot att en lönnmördare kan ha kommit ombord på tåget under natten, dödat Cassetti och sedan flytt från tåget, vilket stöds av bevis som en blodig stilettklack med fingeravtryck som inte matchar någon på tåget. Den andra lösningen pusslar ihop ett antal ledtrådar som visar att alla tågets passagerare och konduktören Pierre Michel är ansvariga för mordet som de erkänner.
Unikt för denna anpassning av berättelsen är att Antoinette hittar ytterligare ledtrådar, till exempel en låda i bagageutrymmets säkerhetsvalv och en bild på Michels familj, trots att Barnaby Lewes rapporterar att mannen inte har någon. Efter att ha förklarat den andra lösningen avslöjar Poirot att Michel inte är den han utger sig för att vara, utan i själva verket är Robert Perkinson, Cassettis kriminella partner. Perkinson bekräftar detta till de andra passagerarnas chock och avslöjar att Cassetti hade Daisy Armstrong i sitt hus. Men när han och hans bror Jeffrey vägrade att döda Daisy bestämde sig Cassetti för att göra jobbet själv. När han gjorde det sköt han ihjäl Perkinsons dotter Teresa, som han misstog för Daisy. Efteråt flydde Perkinson och hans fru till Frankrike och uppfostrade Daisy som sin egen dotter.
Perkinson avslöjar att han efter sin frus död hade sökt upp Pierre Michel, och att Michel hade berättat för honom om planen att mörda Cassetti. Men trots sin egen förlust var han för rädd för att genomföra det själv. Eftersom de andra aldrig hade sett Michel i verkligheten, erbjöd sig Perkinson att utge sig för att vara Michel och knivhugga Cassetti å hans vägnar så att han kunde hämnas Teresas död. Han avslöjar sedan att den nu 13-åriga Daisy Armstrong har gömts i bagageutrymmet på tåget under resan, efter att ha gått ombord i Belgrad förklädd till en ledsagare. Daisy kommer sedan ut för att träffa de människor som trodde att hon var död. Poirot, Dr. Constantine och Antoinette bestämmer sig för att berätta för polisen när de anländer till Brod, den första lösningen - att en okänd lönnmördare kom ombord på tåget, dödade Rachett och gav sig av. Passagerarna är överlyckliga över att Daisy är vid liv och Poirot drar slutsatsen att det är "en mycket tillfredsställande lösning".

## Utveckling
Murder on the Orient Express släpptes i maj 2006, som den andra delen i The Adventure Companys Agatha Christie-serie. Precis som spelets föregångare, And Then There Were None, utvecklades Murder on the Orient Express av AWE Productions i samarbete med producenten The Adventure Company. Produktionsteamet förblev i stort sett detsamma, med Lee Sheldon som repriserade sin roll som Lead Designer, och Scott Nixon från AWE Productions som repriserade sin position som Managing Director.
The Adventure Company och Chorion, som äger rättigheterna till Christies verk, valde Agatha Christies roman Mordet på Orientexpressen, allmänt ansedd som författarens magnum opus, som grund för nästa spel i Agatha Christie-serien. AWE Productions hade inte mycket att säga till om i valet, förutom att de blev tillfrågade om en åsikt. Sheldon skapade ett konceptdokument för det nya spelet och skickade det till Chorion, som skickade tillbaka det med några förslag. Sheldon gick med på några av dessa, men vägrade andra. Chorion var i allmänhet mer bekväm med utvecklingsteamet för deras andra spel. De behövde inte granska varje aspekt av spelet som med And Then There Were None, och hade i allmänhet färre klagomål med Murder on the Orient Express, till skillnad från dess föregångare.
Mike Adams, producenten av Murder on the Orient Express, var fast besluten att ha David Suchet som röstskådespelare för Poirot, en av huvudkaraktärerna i spelet. Nixon trodde att Suchet hade blivit så sammanflätad med karaktären Poirot, efter hans framgång med TV-serien [[Poirot (TV-serie)<Agatha Christie's Poirot]], att det skulle vara svårt att föreställa sig någon annan som gjorde Poirots röst utan att ständigt jämföras med Suchet. Nixon beskrev situationen som ett moment 22 och sa att han "oroade sig för att någon skulle komma in och göra ett Suchet-intryck istället för en unik tolkning av Poirot, men ju mer rösten avviker från Suchets version, desto mer kommer folk att önska att det var Suchet som gjorde det!" En annan anledning till utvecklingsteamets beslutsamhet att ha Suchet ombord var att de trodde att han skulle sporra de andra röstskådespelarna i spelet, som Vanessa Marshall som spelade Antoinette Marceau, att kliva fram och konkurrera med Suchets skickliga porträtt av Poirot. Ganska sent i spelets utveckling gick Suchet med på att göra röstskådespeleriet. Han medgav att en anledning till att han accepterade erbjudandet var att han kände sig besatt av rollen som Poirot, med tanke på att han hade porträtterat karaktären så länge. Adams uttryckte stolthet över att ha lyckats övertyga Suchet att göra röstskådespeleri för Murder on the Orient Express, och sade att hans skickliga röstskådespeleri skulle ge "enorm spänning och autenticitet" till spelet.
Precis som med And Then There Were None, introducerade Sheldon en ny karaktär till handlingen i Murder on the Orient Express, som inte existerade i Christies roman, för att uppfylla rollen som en spelarkaraktär och protagonist. Karaktären Antoinette Marceau beskrivs av Sheldon som en blandning av två karaktärer från romanen. Det var Poirots vän som drev Orientexpressen, Marcel Bouc, och en ung soldat som är närvarande i både romanen och filmatiseringen av berättelsen, som vallar Poirot till Istanbul. Sheldon uppgav att han inte ville skapa helt nya protagonister för Christie-spelen, utan snarare föredrog att använda sig av källor i Christies romaner för att pussla ihop spelens protagonister. Sheldon tog också upp farhågor från flera tidiga förhandsvisningar av spelet, som frågade varför spelaren faktiskt inte kunde spela som Poirot. Han förklarade valet av Marceau som huvudperson och sa att "anledningen till att välja Marceau framför Poirot som huvudperson är att det mesta av det roliga med Poirot är att se vad han håller på med, se hur han agerar och löser saker. Jag har alltid tyckt att den mer intressanta karaktären var "Watson"-karaktären snarare än Sherlock Holmes-karaktären."
För att göra Poirot till en ännu mer integrerad del av Murder on the Orient Express gjorde Sheldon honom till ett utstuderat ledtrådssystem. Efter att spelare klagat på en känsla av planlöshet i And Then There Were None, som uppstod när de försökte hitta en utlösare för att börja nästa del av spelet, gjorde Sheldon Poirot till ett slags orakel, som kan ge hjälp när spelaren har fastnat eller är osäker på vad han ska göra härnäst.
Utvecklingsteamet bestämde sig för att, precis som med And Then There Were None, ändra Christies ursprungliga slut för Murder on the Orient Express. Utvecklarnas mål var att skapa spel som inte bara skulle tilltala vanliga gamers, utan även Christie-fans. Eftersom nästan alla Christie-fans har läst Mordet på Orientexpressen och känner till lösningen, och med tanke på att romanen skulle inkluderas i spelet, bestämde utvecklarna att slutet behövde ändras. Romanen har två lösningar – den ena är vad som verkar hända och den andra är vad som faktiskt händer – och utvecklarna siktade på att utveckla en tredje lösning som byggde på dessa två lösningar och fortfarande överraskade spelaren. Lee Sheldon medgav att hans variation av slutet på And Then There Were None fick en del kritik, och sade att i Murder on the Orient Express var det ännu svårare att ändra slutet på grund av bokens berömmelse och dess lösning. Han uttryckte också sitt hat mot adaptioner av äldre material som gör narr av den tidsperioden, och sa att han försökte vara så trogen Christies verk och tidsperiod som möjligt.
En stor skillnad mellan And Then There Were None och Murder on the Orient Express som Sheldon påpekade var att i den förstnämnda var premissen för romanen att ingen löste mordet. Detta tvingade Sheldon att desperat försöka hitta ett sätt att integrera ledtrådar i berättelsen så att spelaren faktiskt kunde upptäcka mördaren, även om spelet förblev ganska icke-interaktivt. I Murder on the Orient Express följer den verkliga romanen en utredning, så Sheldon kunde lättare integrera ledtrådar för att leda till alla tre möjliga lösningar. Sheldon tog också bort onödiga pussel från Murder on the Orient Express, eftersom de var ett impopulärt inslag i föregångaren.
Flera grafiska förbättringar gjordes av Murder on the Orient Express över And Then There Were None. Dessa var främst dedikerade till karaktärsdesign och animation, vilket var extremt dåligt mottagna funktioner i det första Christie-spelet. Utvecklingsteamet introducerade animationslager, vilket gjorde det möjligt för dem att styra delar av karaktärsmodeller oberoende av varandra. Detta gjorde det möjligt för utvecklarna att använda samma animationer oavsett om karaktären satt, stod eller låg ner, och gav dem också mer kontroll över huvudet och överkroppen. I And Then There Were None var karaktärerna tvungna att rotera hela sina kroppar för att prata med varandra, medan karaktärerna i Murder on the Orient Express helt enkelt kan vrida på huvudet. Spelet har inga fysikfunktioner, men skärmupplösningen har ökats, mer detaljerade bakgrunder har gjorts och karaktärsmodellerna innehåller fler polygoner.
Forskning var en viktig del av utvecklingsstadierna av Murder on the Orient Express. Det mesta av forskningen var fokuserad på Jugoslavien 1934, där spelet utspelar sig. Sheldon fokuserade på den politiska och vetenskapliga situationen under denna tid och förklarade sin intensiva forskning med att "alla pussel måste vara kontextuella. De måste alla antingen hjälpa karaktären, hjälpa till att berätta eller definiera perioden." Byggherrarna hämtade också influenser från ett tågmuseum utanför Miami med en original Pullmanvagn – samma som vagnarna som användes på Orientexpressen på 1930-talet. Museet innehöll också ett lokomotiv som liknade det som utvecklarna letade efter. Det slutade med att utvecklarna använde tågmuseet, flera böcker om Orientexpressen, filmatiseringen av Christies roman från 1974 och internet som forskningsresurser. Eftersom Murder on the Orient Express var det första Poirot-spelet som producerades, var Sheldon noga med att spelet skulle passa in i Christies tidslinje över Poirots bedrifter. TV-serierna tog sig ofta friheter med tiden då berättelserna utspelade sig, men Sheldon var fast besluten att hålla allt i strikt överensstämmelse med Christies arbete. Det finns flera referenser i spelet till Poirots tidigare fall, som alla är kronologiskt korrekta. Detta var delvis för att Sheldon skulle kunna använda kulturen från specifika tidsepoker, och även för att andra Poirot-baserade spel i framtiden skulle vara kronologiskt korrekta.
Den officiella webbplatsen för Murder on the Orient Express presenterades i september 2006 och innehåller skärmdumpar, karaktärsbiografier och foton, miljökonstverk, trailers, demos, musik, bakgrundsbilder och tävlingar. Murder on the Orient Express släpptes den 14 november 2006 i Nordamerika. The Adventure Company höll en lanseringsfest för spelpressen två dagar efter att spelet hade släppts. Bland gästerna fanns utvecklingsteamet för Murder on the Orient Express och skådespelare som porträtterade spelets olika karaktärer. Demon för Murder on the Orient Express släpptes den 20 december 2006 och innehöll en liten del av spelet där spelaren utforskar tåget.

## Mottagande
Sedan premiären har Murder on the Orient Express fått vitt skilda recensioner. GameRankings gav det ett betyg på 65,22 %, medan Metacritic gav det 60 av 100.
En aspekt av spelupplägget i Murder on the Orient Express som fick mestadels negativa reaktioner var den repetitiva karaktären hos många uppgifter som spelaren måste slutföra. 2404 anklagade spelet för att reducera Christies roman, och spelet, till en serie repetitiva och sekreteraruppgifter, som att samla fingeravtryck, pass och andra slumpmässiga föremål. Sajten fortsatte med att säga att spelaren får känna sig "som en sekreterare för Poirot". Game Over Online höll med om detta och sa att en stor del av spelet bestod av "fåniga små ärenden" som att utföra uppgifter åt karaktärer och tanklöst leta efter föremål. Eurogamer ger ett exempel på detta, genom att säga att vid ett tillfälle i spelet måste spelaren gå igenom varje kupé och kontrollera skostorlekarna på de olika passagerarnas skor för att kontrollera om man matchar skoavtryck utanför tåget. Inventariesystemet i Murder on the Orient Express har också fått mycket kritik. IGN klagade på att istället för att kunna hitta föremålskombinationer genom försök och misstag på huvudskärmen, tvingas spelaren dra föremål till en separat skärm, vilket leder till tråkigt spelande. Vissa recensenter berömde däremot inventariesystemet, medan Quandary kallade det intuitivt och lätt för spelare att organisera. Pusslen i Murder on the Orient Express fick positiv respons från vissa recensenter. GameSpot kommenterade positivt det relativt lilla antalet pussel i spelet och sa att de är ganska väl integrerade i handlingen och inte är överdrivet svåra. Recensionen fortsatte med att säga att senare pussel i spelet ofta förlitar sig mer på inventariekombinationer, men är fortfarande ganska tillfredsställande att lösa. Game Over Online, i jämförelse, anklagade spelet för att ge spelaren för lite information för att lösa pussel, och kallade också pusslen invecklade. Valet av utvecklarna av Murder on the Orient Express att använda Antoinette Marceau, istället för Poirot, som protagonist och spelarkaraktär kritiserades av vissa. 2404 ogillade valet och anklagade utvecklarna för att inte fullt ut utnyttja talangen hos David Suchet, utan tvekan den mest kända och framgångsrika porträttören av Poirot. Recensenten gick till och med så långt som att säga till AWE Productions att "använda sig av talang som David Suchet när du har den". Liksom sin föregångare kritiserades Murder on the Orient Express för att avvika från Christies ursprungliga slut. Adventure Gamers kallade det nya slutet "lite för krystat för spelets bästa".  2404 ogillade också slutet, och kommenterade att det går i för mycket av en Hollywood-riktning, och att det ursprungliga slutet är mycket bättre och ett mycket mer tillfredsställande slut.
Murder on the Orient Express fick en del beröm för grafiska förbättringar jämfört med sin föregångare. Bland de aspekter av spelet som fick positiva reaktioner var spelets miljöer. Just Adventure kallade spelmiljöerna "långt bättre än And Then There Were None", och beskrev tågets vagnar på Orientexpressen som osande av elegans och en trogen och korrekt återskapande av 1930-talet. Sajten kritiserade spelet för att lida grafiskt i senare skeden, men berömde det överlag för att ha förbättrat grafiken i And Then There Were None.  Karaktärsmodeller var en annan aspekt av Murder on the Orient Express som fick positiv uppmärksamhet. Quandary beskrev karaktärsmodelleringen som mycket bättre än And Then There Were None, och även om den fortfarande är en nyans träig, "känns alla karaktärer som om de precis klivit ut ur boken." Adventure Gamers kallade karaktärerna "några av de bästa som setts i de senaste äventyrsspelen" och sa att varje karaktär har en unik design och kostym som är perfekt för spelets miljö. Recensenten påpekade också flera små detaljer som lagts till karaktärerna, som att huvudpersonen huttrar när hon är utanför tåget i det kalla vädret, och även borstar bort ludd från sina kläder medan hon väntar på att spelaren ska bestämma sig för vad hon ska göra härnäst. Adventure Gamers berömde också AWE Productions för ljuseffekterna i spelet och för att ha skapat ett "mycket mjukt sken till scenerna, vilket ger ett mycket mer verklighetstroget utseende till karaktärerna." IGN höll med om att interiören i Orientexpressen är ganska skarp, men klagade på att karaktärsmodellerna saknar detaljer och är dåligt animerade. Ett annat klagomål från IGN var att komprimeringen som används för mellansekvenser gör att animationerna ser "urtvättade och blockiga ut", och att detta problem fortsätter eftersom mellansekvenserna är märkbart pixlade i hela Murder on the Orient Express.
En aspekt av Murder on the Orient Express som många recensenter hyllade var spelets ljud. Särskilt röstskådespeleriet fick mycket positiva recensioner. GameSpot kallade röstskådespeleriet utmärkt, med röstskådespelarna som ger karaktärerna liv, till stor del tack vare David Suchet som Poirot. IGN kallade också röstskådespeleriet välgjort, trots att några karaktärer lät artificiella. Musiken i spelet recenserades positivt av 2404, som sa att den var spänd i vissa stunder, men förmodligen kunde ha spelats oftare under spelets gång. 2404 berömde också spelet för att det gav realistiska ljudeffekter, som ljud som kommer från Orientexpressen, och andra miljöljud som ylande vind. IGN kritiserade däremot spelet för brist på bakgrundsmusik och förenklade och monotona ljudeffekter. [4]
Murder on the Orient Express användes som ett inlärningsverktyg under en studie om elevers autonomi i videospel. Denna studie tog grekiska gymnasieelever och fick dem involverade i flera tester och utvärderingar vid flera olika punkter i studien.